# Salina (przemysł)

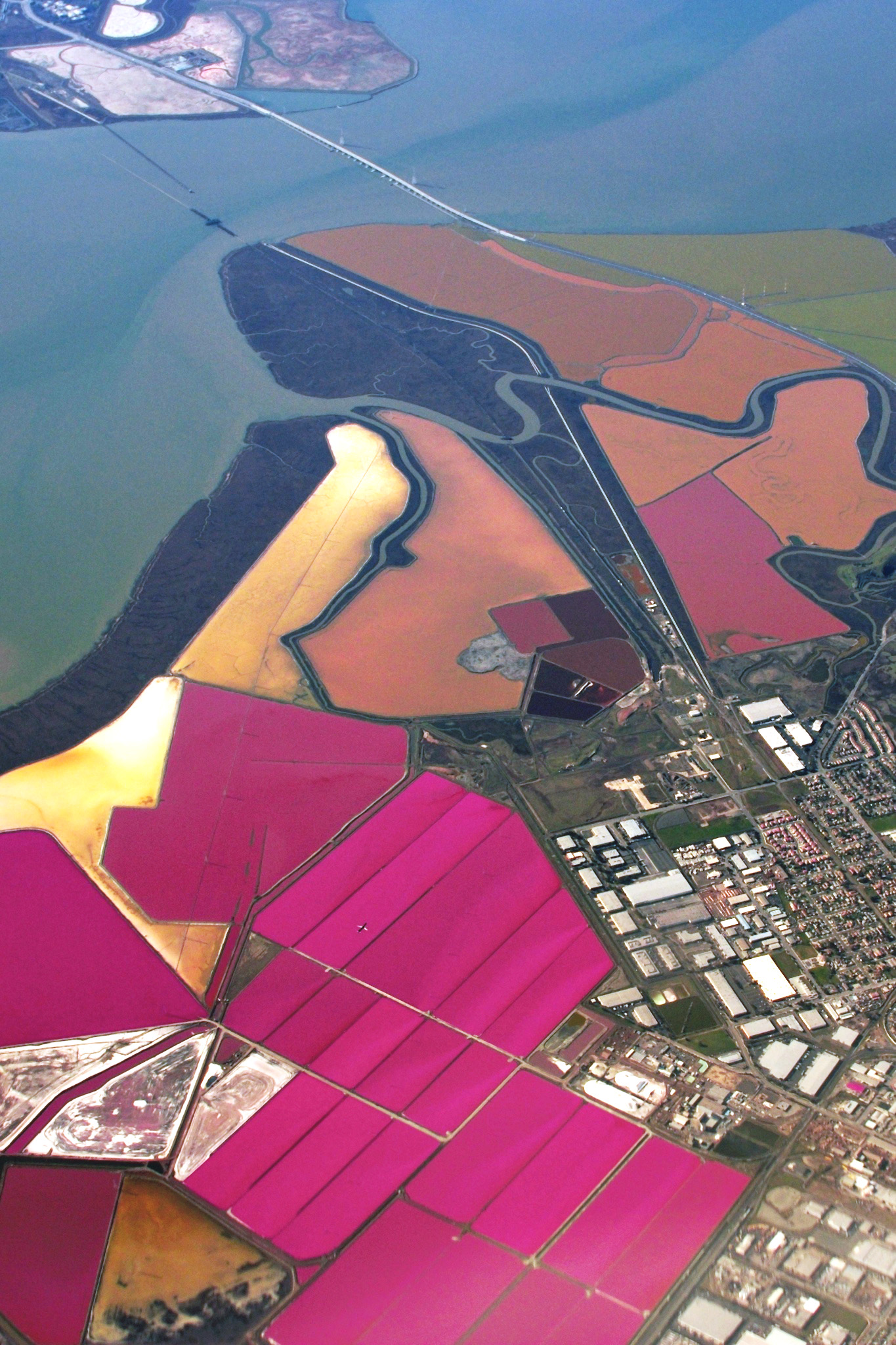
Salina nad zatoką San Francisco

Salina – zakład przemysłowy produkujący sól kamienną poprzez odparowanie wody z solanki pochodzącej z mórz lub słonych jezior, ewentualnie z podziemnych złóż lub źródeł mineralnych.
Najczęściej spotykane saliny mają postać płytkich zbiorników zlokalizowanych w strefie przybrzeżnej mórz lub słonych jezior i oddzielonych od nich groblami.
Przykładem salin zasilanych źródłem mineralnym jest kompleks salin w Maras, w Peru.

## Saliny
Lokalizacje godnych uwagi salin:

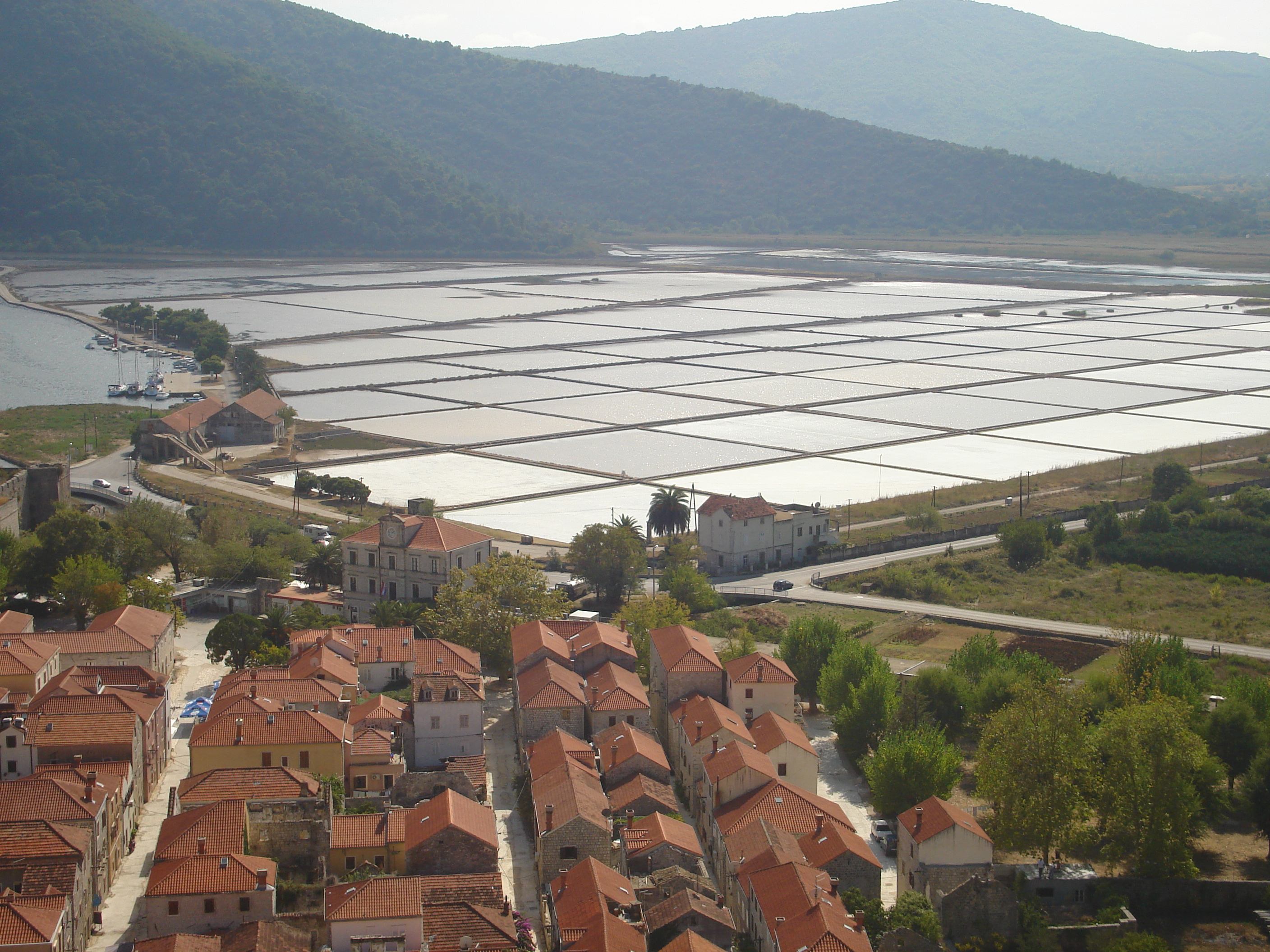
Salina w Ston (Chorwacja)

- zatoka San Francisco (saliny zarządzane przez Cargill)
- Morze Martwe w Izraelu i Jordanii
- Useless Loop i Onslow w Australii
- Puducherry w Indiach
- Solana u Stonu w Chorwacji
- Is-Salini na Malcie.